# Evrenli, Alaşehir
Evrenli là một xã thuộc huyện Alaşehir, tỉnh Manisa, Thổ Nhĩ Kỳ. Dân số thời điểm năm 2011 là 343 người.

## Vị trí địa lý
- Vĩ độ: 38,31474° hoặc 38° 18' 53" bắc
- Kinh độ: 28,52686° hoặc 28° 31' 37" đông
- Độ cao: 577 mét (1.893 feet) [2]